# 5,45x39mm

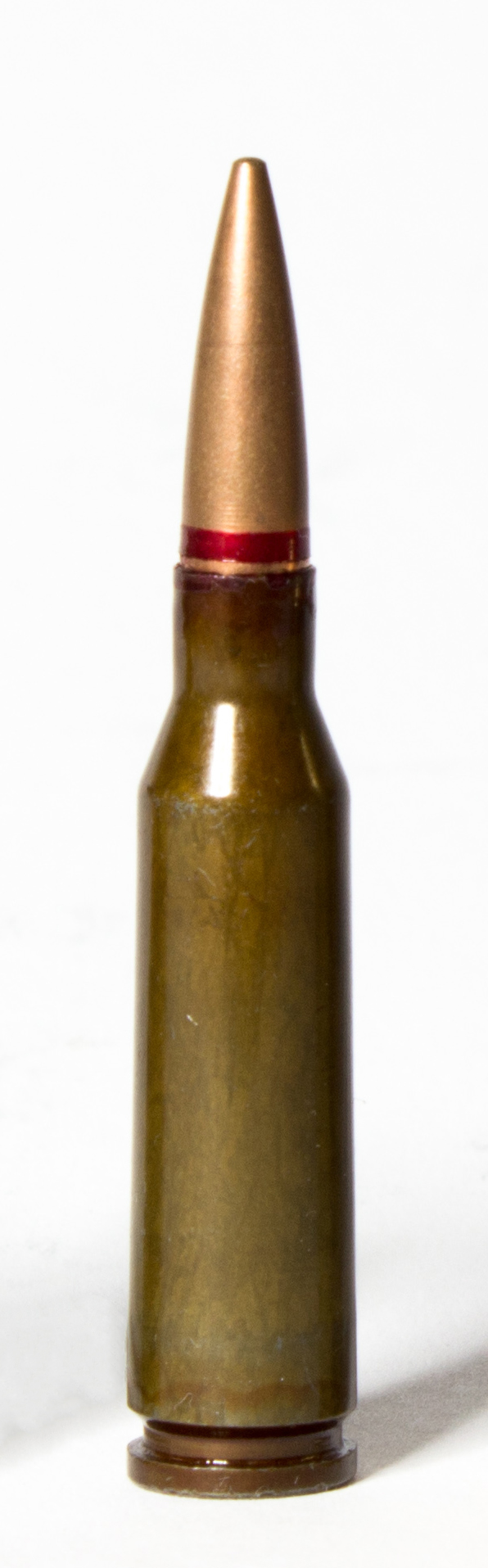
Cartuș 5,45×39mm

5,45x39mm  este denumirea unui cartuș de pușcă de asalt proiectat în URSS, formată dintr-un glonț de 5,45 mm montat într-un tub de 39 mm. 
Cartușul de 5,45 × 39 mm a fost dezvoltat la începutul anilor 1970 de un grup de proiectanți și ingineri sovietici sub conducerea lui M. Sabelnikov.
A fost introdus în serviciu în anul 1974, pentru a fi utilizat pentru noua armă de asalt AK-74. Cartușul de 5,45×39mm a completat treptat, apoi a înlocuit în mare măsură cartușul de 7,62×39mm care se folosea de sovietici și de armatele Tratatului de la Varșovia în calitate de cartuș de armă de asalt de bază pentru forțele militare.

## Istoric
După ce au văzut efectele muniției americane de 5,56 mm în timpul războiului din Vietnam, sovieticii au creat la rândul lor, o muniție de calibru mic, cu de calibrui 5,45 mm.
Pușca de asalt AK-74 a fost creată pentru acest cartuș. A fost folosit pentru prima dată de Armata Roșie în timpul războiului din Afganistan.
Cartușul 5,45×39 mm este un exemplu de tendință internațională către cartușe de serviciu militar de dimensiuni relativ mici, ușoare și de mare viteză. Cartușe precum 5,45×39mm, 5,56×45mm NATO și 5,8×42mm chinezești permit unui soldat să transporte mai multă muniție pentru aceeași greutate în comparație cu cartușele lor predecesoare mai mari și mai grele, recul mai mic, favorizând proiectarea armelor ușoare și precizia focului automat.

## Specificații
- Diametru glonț = 5,60 mm
- Diametru bază cartuș = 10,00 mm
- Lungime totală cartuș = 57,00 mm
- Greutate cartuș = 10,8 g
- Viteză inițială = 900 m/s

A : Cămașă de cupru
B : Miez din oțel
C : Spațiu liber
D : Inserție de plumb
E : Încărcătură propulsoare

- Presiunea maximă a gazelor = 4300 bar
- Energia proiectilului = 1.390 J

## Efectul de rănire
Obiectivul proiectării acestui cartuș a fost acela de a putea trage un proiectil cu viteză inițială mare, cu o traiectorie mai dreaptă decât proiectilul cartușului 7,62×39mm care are o curbă balistică mai mare și să permită soldatului să transporte mai multă muniție.

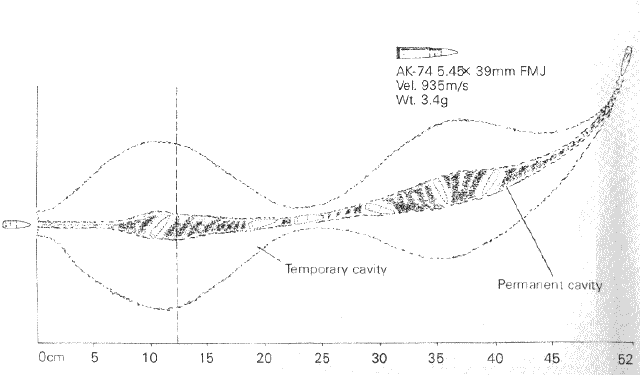
Balistica unui glonț de 5.45x39mm de la un AK-74 prin rană, care sub acțiunea efectului de cavitate produce cavități temporare și permanente pe care le produce în deplasare pe traiectoria sa.

Testele timpurii cu gelatină balistică au demonstrat cu filme efectuate cu camere de mare viteză, că există un pronunțat efect de basculare și rostogolire ale proiectilelor.. Unii specialiști credeau, că aceste proiectile au fost intenționat proiectate în acest fel, ca să mărească potențialul de rănire al proiectilelor. Pe atunci se credea, că dinamica de zbor și efectul de cavitație a proiectilelor sunt în primul rând responsabile de rănile provocate în țesuturi.
Acest factor favorizează bascularea sa pe axa de deplasare, ceea ce îl face apoi să se rotească haotic în timp ce pătrunde în țintă. La momentul proiectării lui 5,45 M74, se considera că această basculare a glonțului era principala cauză a capacității de distrugere a unui cartuș militar. De atunci s-a constatat, conform cercetărilor lui Martin Fackler, că în cazul cartușului NATO 5.56, fragmentarea glonțului a cauzat majoritatea distrugerilor și că în cazul încercărilor cu pușca de asalt AK-74: „Rezultatul testului nostru  indică faptul că glonțul puștii de asalt AK-74 acționează în modul așteptat de la o muniție militară cu carcasă metalică – nu se extinde sau nu se fragmentează atunci când lovește țesuturile moi”. .

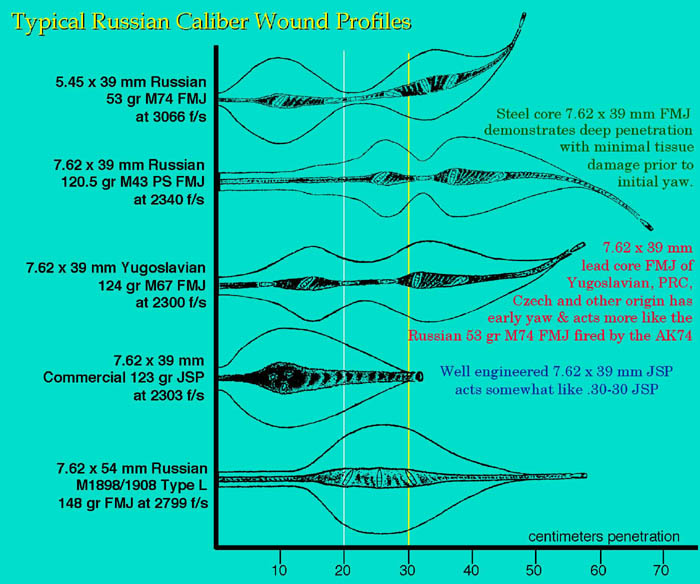
Profile de răni provenind de la gloanțele armelor sovietice, studiu făcut de Dr. Martin Fackler pentru armata SUA.

Eficacitatea lui 5,45 M74 este într-adevăr pusă sub semnul întrebării, mai ales în cadrul trupelor ruse, deoarece glonțul este mult mai puternic decât glonțul 5.56 NATO și nu se fragmentează în timpul impactului la distanță apropiată. Prin urmare, nu are aceeași eficiență ca omologul său din vest și calibrul său mai mic decât cel al glonțului din cartușul 7,62×39mm îi limitează capacitatea de rănire.
Rămâne totuși un cartuș de mare eficiență, deoarece puterea sa letală se bazează pe înclinarea sa la impact, astfel încât să poată perfora organe, să sară sau să rupă oase și, în final, să iasă să facă alte răni, pe care glonțul de la cartușul 5.56 NATO nu le face. Studiul rănilor în timpul conflictelor recente a arătat că glonțul de la cartușul 5,45 M74 este cel mai adesea găsit intact în țintă.